# Gottfried Sieber
Gottfried Sieber OSB, engl.  Godfrey Sieber (* 26. Juni 1940 in Egling an der Paar) ist emeritierter Abt der Herz-Jesu-Abtei Inkamana.

## Leben
Sieber trat in die Benediktinerkloster Sankt Ottilien ein und legte am 25. September 1961 seine Profess ab. Er wurde am 4. September 1966 zum Priester geweiht. 1968 ging er in die Mission nach Südafrika, war dort als Pfarrer und Sekretär des Bischofs von Eshowe tätig. Am 1. Januar 1992 wechselte er in die Abtei Inkamana. Im Jahr 2000 wurde er Sekretär und Chronist der Benediktinerkongregation von St. Ottilien. Am 8. Februar 2003 wurde Pater Gottfried vom Konvent der Missionsbenediktinerabtei Inkamana zum zweiten Abt und Nachfolger von Gernot Wottawah gewählt. Am 26. April 2003 empfing er durch Bischof Mansuet Dela Biyase die Abtsweihe. Sein Wahlspruch lautete Congregemur in unum. Gottfried Sieber resignierte vom Amt des Abtes im Februar 2015.

## Auszeichnungen
- 2009: Verdienstkreuz Pro Piis Meritis des Souveränen Malteser-Ritterordens[2]

## Schriften
- Der Aufbau der Katholischen Kirche im Zululand von den Anfängen bis zur Gegenwart. Vier-Türme-Verlag, Münsterschwarzach 1976.
- The Benedictine Congregation of St. Ottilien. EOS-Verlag St. Ottilien 1992.
- The Benedictines of Inkamana. EOS-Verlag, St. Ottilien 1995.